# Kimi
Kimi (gestileerd als KIMI) is een Amerikaanse thriller uit 2022, geregisseerd door Steven Soderbergh en geschreven en geproduceerd door David Koepp. De hoofdrol wordt vertolkt door Zoë Kravitz.

## Verhaal
Het verhaal speelt zich af in Seattle tijdens de COVID-19-pandemie in de Verenigde Staten. Angela Childs werkt voor het hightechbedrijf Amygdala Corporation, dat een dienst aanbiedt die vergelijkbaar is met Siri of Alexa, genaamd Kimi. Agorafobe Angela werkt vanuit haar appartement. Ze verlaat haar loft bijna nooit, zelfs niet als buurman Terry Hughes haar via sms probeert over te halen romantisch met haar te zijn. Ze communiceert alleen met haar moeder via de telefoon. Haar taak is om gesprekken van Kimi-gebruikers af te luisteren en zo nodig de broncode aan te passen. Op een dag hoort ze een vrouw schreeuwen en is ervan overtuigd dat ze getuige is geweest van een misdrijf. Nadat haar superieuren haar geruststellen, gaat Angela op onderzoek uit.

## Rolverdeling
| Acteur            | Personage         |
| ----------------- | ----------------- |
| Zoë Kravitz       | Angela Childs     |
| Rita Wilson       | Natalie Chowdhury |
| India de Beaufort | Sharon            |
| Emily Kuroda      | Dr. Sarah Burns   |
| Byron Bowers      | Terry Hughes      |
| Devin Ratray      | Kevin             |
| Erika Christensen | Samantha Gerrity  |
| Jaime Camil       | Antonio Rivas     |
| Jacob Vargas      | Glasses Thug      |
| Derek DelGaudio   | Bradley Hasling   |
| Sarai Koo         | Jessica Hasling   |
| Robin Givens      | Angela's moeder   |
| Betsy Brantley    | Kimi (stem)       |

## Productie
Op 25 februari 2021 werd aangekondigd dat Steven Soderbergh de New Line Cinema-film Kimi zou regisseren, met Zoë Kravitz om de hoofdrol te spelen. In maart 2021 voegden Byron Bowers, Jaime Camil, Jacob Vargas en Derek DelGaudio zich bij de cast. In april 2021 voegden Erika Christensen en Devin Ratray zich bij de cast. De opnames begonnen in april 2021 in Los Angeles, waar de meeste interieurscènes werden gefilmd. In mei verhuisde de productie naar Seattle om buitenscènes te filmen.

## Release
De film ging in première op 10 februari 2022 op de streamingdienst HBO Max.

## Ontvangst
De film ontving over het algemeen gunstige recensies van critici. Op Rotten Tomatoes heeft Kimi een waarde van 91% en een gemiddelde score van 7,50/10, gebaseerd op 110 recensies. Op Metacritic heeft de film een gemiddelde score van 78/100, gebaseerd op 25 recensies.